# Подборшт (Іванчна Гориця)
Подборшт (словен. Podboršt) — поселення в общині Іванчна Гориця, Осреднєсловенський регіон, Словенія. Висота над рівнем моря: 305 м.